# 銓敘
銓敘是指對公務員的資歷、功績等进行评估，以定其職位的等第升降或汰除的行为。此中文名詞源於中国古代政府的同名制度。《晉書·張軌傳》：「征西大將軍亮上疏，言陳寓等冒險遠至，宜蒙銓敘，詔除寓西平相」，又指批評議論而排次第，《南朝宋·裴松之·上三國志注表》：「壽書銓敘可觀，事多審正」 ，相等於現今的人力資源管理中的绩效考核。
依《中華民國憲法增修條文》第6條第1項第2款規定，公務人員之銓敘為考試院掌理事項之一。銓者，權也，亦即權衡之意；敘者，序也，亦即序列之意。銓敘者，指銓定公務人員之任用資格條件，依法敘定其等級俸給之謂。又依《考試院組織法》第6條規定，考試院設銓敘部，其組織另以法律定之：《銓敘部組織法》第1條規定，銓敘部掌理全國公務人員之銓敘事項。
英屬香港的政治架構內亦有銓敍科，隸屬布政司署，首長為銓敍司。1991年6月後改稱公務員事務科，首長為公務員事務司。香港主權移交後，公務員事務局成立，專責公務員事務。
在西方文化圈影響的國家，類似銓敘制度的概念為「公務員委員會」（的資歷、功績等進行評估，以定其職位的等第和升貶的行為），通常為有別於一般行政部門的獨立機關。